# Ilıpınar, Foça
Ilıpınar là một xã thuộc huyện Foça, tỉnh İzmir, Thổ Nhĩ Kỳ. Dân số thời điểm năm 2010 là 853 người.